# Косинус
Косинус (cos) је тригонометријска функција. 
Дефиниција 1: Косинус угла (cos) у правоуглом троуглу јесте однос (количник) дужина припадајуће (лежеће) катете (b) и хипотенузе (c).
По дефиницији слиједи (слика правоугли троугао):
{\displaystyle {\frac {b}{c}}=\operatorname {cos} \alpha } ; {\displaystyle {\frac {a}{c}}=\operatorname {cos} \beta }
Дефиниција 2: Косинус угла у тригонометријској кружници је хоризонтална пројекција јединичног радијус вектора који са почетним смјером осе X затвара тај угао. На слици: "Тригонометријски круг" косинус угла ∮ јесте дуж OA на оси x.

## Дискусија функције косинус
- Када угао расте од 0° до 90°, косинус је позитиван и његова вриједност опада од +1 до 0.[1]
- Када угао расте од 90° до 180°, косинус је негативан и његова вриједност опада од 0 до -1.[1]
- Када угао расте од 180° до 270°, косинус је негативан и његова вриједност расте од -1 до 0.[1]
- Када угао расте од 270° до 360°, косинус је позитиван и његова вриједност расте од 0 до +1.[1]